# Richard Nötstaller
Richard Nötstaller (* 1941 in Tragwein; † 18. September 2017 in Niederösterreich) war ein österreichischer Montanwissenschaftler und international renommierter Experte für Bergwirtschaft und Kleinbergbau in Entwicklungsländern.
Über rund drei Jahrzehnte hinweg war er Lehrbeauftragter und Gastprofessor für Bergwirtschaft an der Montanuniversität Leoben, an der er einst selbst studiert hatte und war viele Jahre Mitglied im Aufsichtsrat bedeutender österreichischer Bergbauunternehmen.

## Leben und Wirken
Richard Nötstaller wurde im Jahre 1941 in der oberösterreichischen Marktgemeinde Tragwein geboren und studierte nach Absolvierung der Pflichtschule ein Studium des Bergwesens an der Montanistischen Hochschule Leoben, das er 1968 abschloss. 1982 promovierte er im Fachgebiet Bergwirtschaft zum Doktor; 1989 folgte seine Habilitation. Nach seinem abgeschlossenen Studium arbeitete er von 1968 bis 1972 in der Erdöl- und Bergbauzulieferindustrie im Vereinigten Königreich, den Vereinigten Staaten und Afrika und war danach über 45 Jahre lang im österreichischen und internationalen Bergbau in beratender Funktion tätig. Dies im Auftrag privatwirtschaftlicher Unternehmen, sowie nationaler und internationaler Behörden wie der Weltbank, der Internationalen Finanz-Corporation, den Vereinten Nationen oder der Europäischen Kommission. Nachdem er davor bereits lange Jahre in der beratender Funktion tätig gewesen war, machte er sich 1987 selbstständig und avancierte zu einem international renommierten Experten für Bergwirtschaft und Kleinbergbau in Entwicklungsländern. Über Jahrzehnte war er auch ein Mitglied des Bergmännischen Verband Österreichs (BVÖ) galt mit seinen Arbeiten im Fachausschuss für bergmännische Betriebswirtschaft, sowie seinen Funktionen im Vorstand und im Vorstandsausschuss als einer der Wegweiser für die Entwicklung des in Leoben ansässigen Verbandes. Bis zuletzt hatte er seinen Unternehmenssitz in Maria Enzersdorf und war mit diesem unter anderem für das Bundesministerium für Wirtschaft, Familie und Jugend an der Erstellung des Österreichischen Rohstoffplanes des Bundes beteiligt.
Nachdem er zuletzt in Niederösterreich gelebt hatte, starb Univ.-Prof. Dipl.-Ing. Dr. mont. Richard Nötstaller dort am 18. September 2017 im Alter von 76 Jahren.
Im Laufe seines Lebens hatte er an die 40 Publikationen und über 100 Gutachten und Studien als Auftragsarbeiten veröffentlicht (Stand: 2008).